# Tioulit
Koordinaten: 29° 56′ N, 9° 1′ W

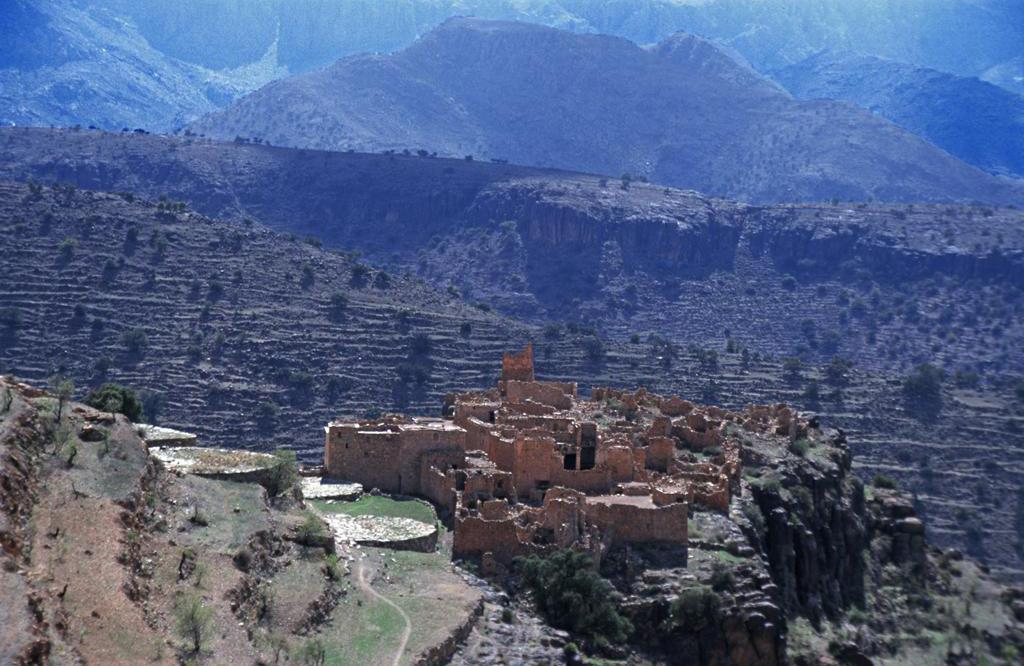
Verlassenes Berberdorf (ksar) Tioulit mit Dreschplätzen

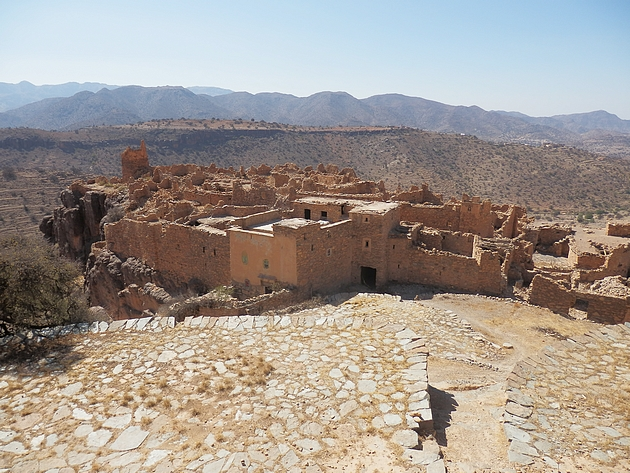
Tioulit mit Wachturm am Schluchtabhang

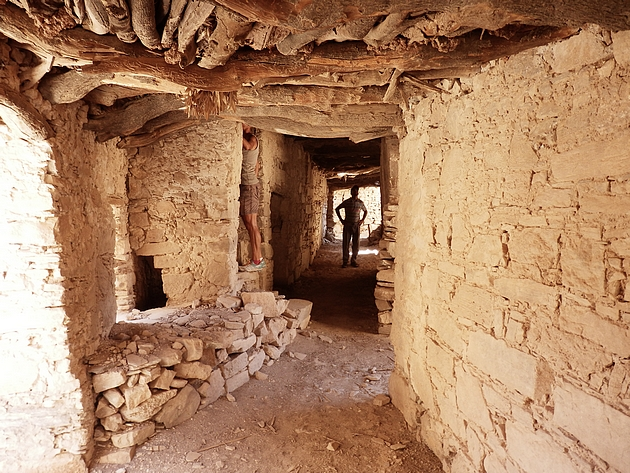
Überdeckte Gasse in Tioulit

Tioulit (Zentralatlas-Tamazight ⵜⵉⵡⵍⵉⵜ Tiwlit) ist ein verlassenes Berberdorf (ksar) im westlichen Antiatlas-Gebirge in der Provinz Chtouka-Aït Baha in der Region Souss-Massa im Süden Marokkos. Etwa 10 km südlich liegt das Berberdorf Tizourgane – beide Orte werden trotz des völlig unterschiedlichen Erscheinungsbildes oft miteinander verwechselt.

## Lage
Tioulit liegt in einer Höhe von etwa 1000 m auf einem nach drei Seiten steil abfallenden Felsplateau etwa 500 m westlich der Straße von Aït Baha nach Tafraoute (R105).

## Bevölkerung, Wirtschaft und Geschichte
Die Bevölkerung des ehemals äußerst abgelegenen Dorfes bestand ausschließlich aus Berbern. Diese lebten als Selbstversorger von der Viehzucht (Schafe, Ziegen, Hühner) und von ein wenig Ackerbau (Gerste, Bohnen, Zwiebeln, Gemüse) auf den terrassierten Feldern am Berghang oder in den Tallagen. Das Getreide wurde auf kreisrunden und mit Steinplatten ausgelegten Dreschplätzen mit Hilfe von darüberlaufenden Eseln gedroschen. Die in harter Arbeit erzeugten Vorräte mussten gegen verfeindete Nachbardörfer oder gegen räuberische Nomadenstämme verteidigt werden. Diese Situation änderte sich grundlegend erst in der französischen Protektoratszeit (1912–1956); in dieser Zeit wurde auch – unter Einbeziehung älterer Viehtriften – die kurvenreiche Pistenstraße von Aït Baha nach Tafraoute gebaut. Infolge nachlassender oder sogar gänzlich ausbleibender Regenfälle in den 1970er und 1980er Jahren wurde das Dorf sukzessive von seinen Bewohnern verlassen.

## Architektur
Die Ruinen des Dorfes liegen auf einem nach drei Seiten steil abfallenden Felsplateau und sind nur von der Ostseite aus zugänglich; diese Zugangsseite war durch eine Mauer gesichert. Die Häuser wurden – der regionalen Bauweise entsprechend – aus kleinen bis mittelgroßen Steinen errichtet, die mörtellos (nur mit etwas Lehmerde dazwischen) übereinander gelegt und miteinander verkeilt wurden. Geschossdecken und Flachdach bestanden aus längeren Baumstämmen und krummen Arganholzästen mit einer Abdeckung aus Schilfgras und Erde, welche alle paar Jahre erneuert werden musste. Eine Moschee und ein Minarett gab es nicht; wahrscheinlich gab es nur einen kleinen Gebetsraum.
Der in den Wintermonaten fallende Regen wurde in Zisternen gesammelt, die im steindurchsetzten Erdreich unter den Häusern versenkt und mit einem wasserdichten Verputz ausgekleidet waren.

## Umgebung
Von Tioulit aus ist das auf einer nahegelegenen Bergkuppe gelegene und ebenfalls weitgehend verlassene Bergdorf Tizourgane im Rahmen einer 
Wanderung (ca. 10 km) zu erreichen. Zu den Agadiren von Imchiguegueln, Imi m’Korn, Guimst und Imhilene kann man mit dem Auto fahren.